# Třída Island
Třída Island je třída kutrů Pobřežní stráže Spojených států amerických. Celkem bylo postaveno 49 jednotek této třídy. Staly se náhradou starších tříd Point a Cape. Mezi jejich hlavní úkoly patří průzkum, prosazování práva a mise SAR. Postupně je nahrazují kutry třídy Sentinel. Na počátku roku 2012 bylo ve službě 41 a k říjnu 2016 již jen 27 kutrů třídy Island. Dalšími uživateli třídy jsou Gruzie, Kostarika, Pákistán, Řecko, Ukrajina a organizace Sea Shepherd Conservation Society.

## Pozadí vzniku

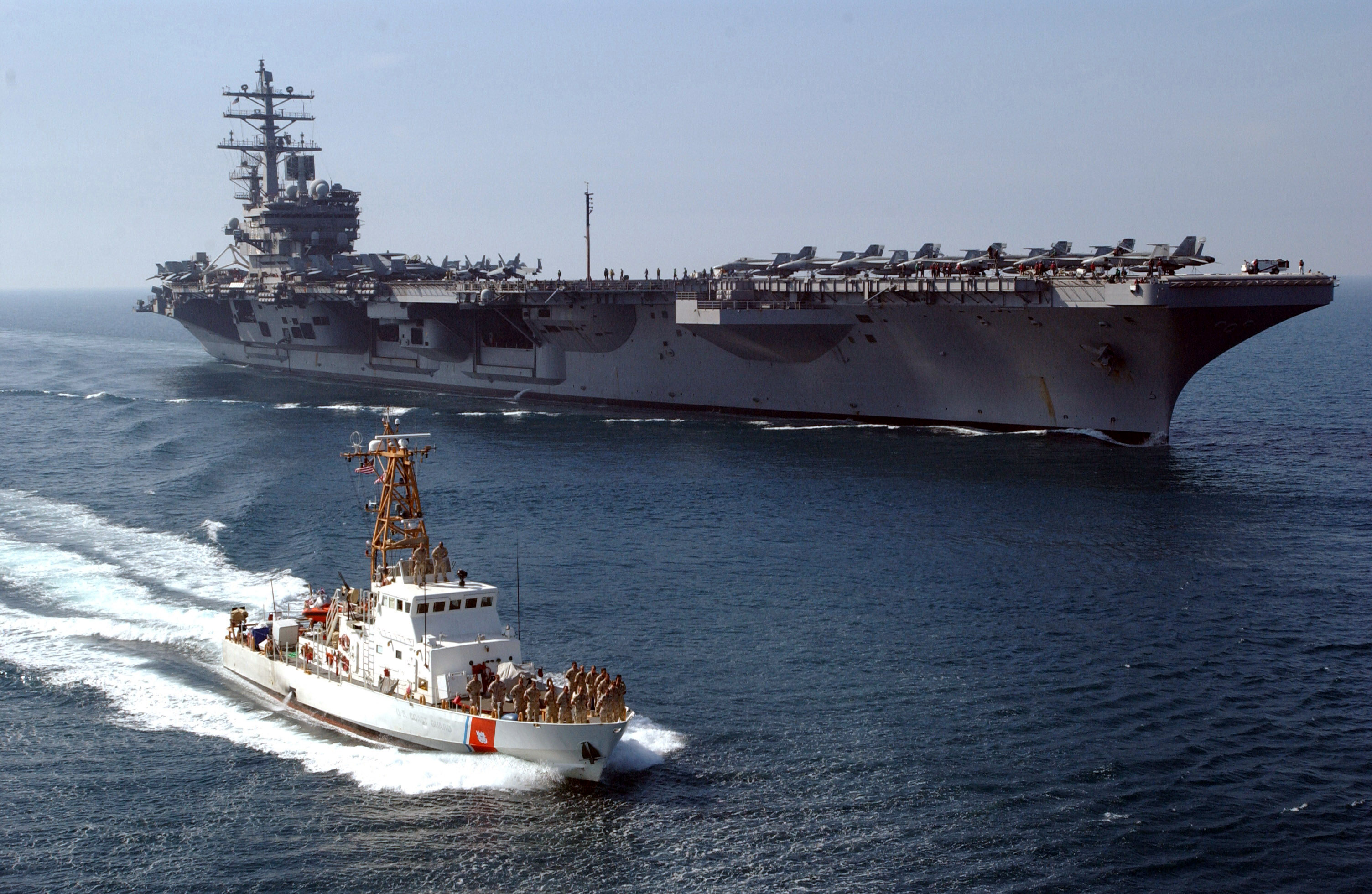
Kutr USCGC Wrangell (WPB 1322) a letadlová loď USS Ronald Reagan (CVN-76)

Americká loděnice Bollinger Shipyards v Lockportu ve státě Louisiana na přelomu 80. a 90. let postavila celkem 49 kutrů této třídy. Prvních 16 kusů přitom bylo objednáno v srpnu 1984. Do služby vstoupily v letech 1985–1992. Třída se dělí do tří podskupin, označených A (WPB-1301 až WPB-1316), B (WPB-1317 až WPB-1337) a C (WPB-1338 až WPB-1349).

## Konstrukce

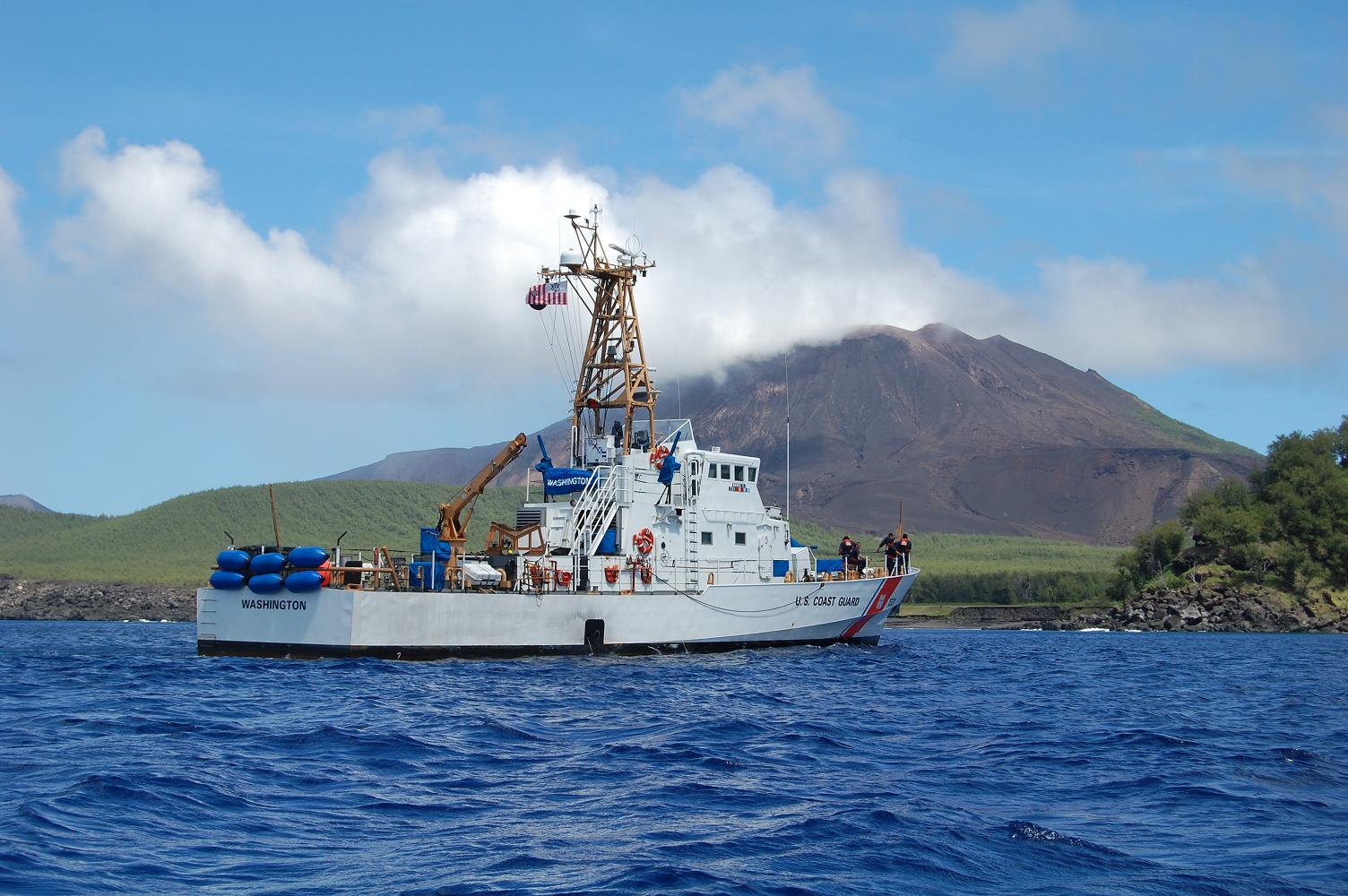
USCGC Washington (WPB-1331)

Plavidla mají ocelový trup a nástavby ze slitin hliníku. Skupiny B a C měly trup zesílen kvůli únavovým trhlinám, které se objevily u plavidel první série. Jsou vyzbrojena jedním 25mm kanónem Bushmaster a dvěma 12,7mm kulomety M2HB. Pohonný systém tvoří dva diesely o celkovém výkonu 5820 bhp, pohánějící dva lodní šrouby. Zatímco plavidla verzí A a B mají motory Paxman-Valenta 16RP 200M, verze C má motory Caterpillar 3516. Energii dodávají dva diesel-generátory Caterpillar 3304T o výkonu 99 kW. Nejvyšší rychlost dosahuje 29 uzlů. Dosah je 3380 námořních mil při rychlosti 8 uzlů. Vytrvalost je 5 dní.

### Modernizace

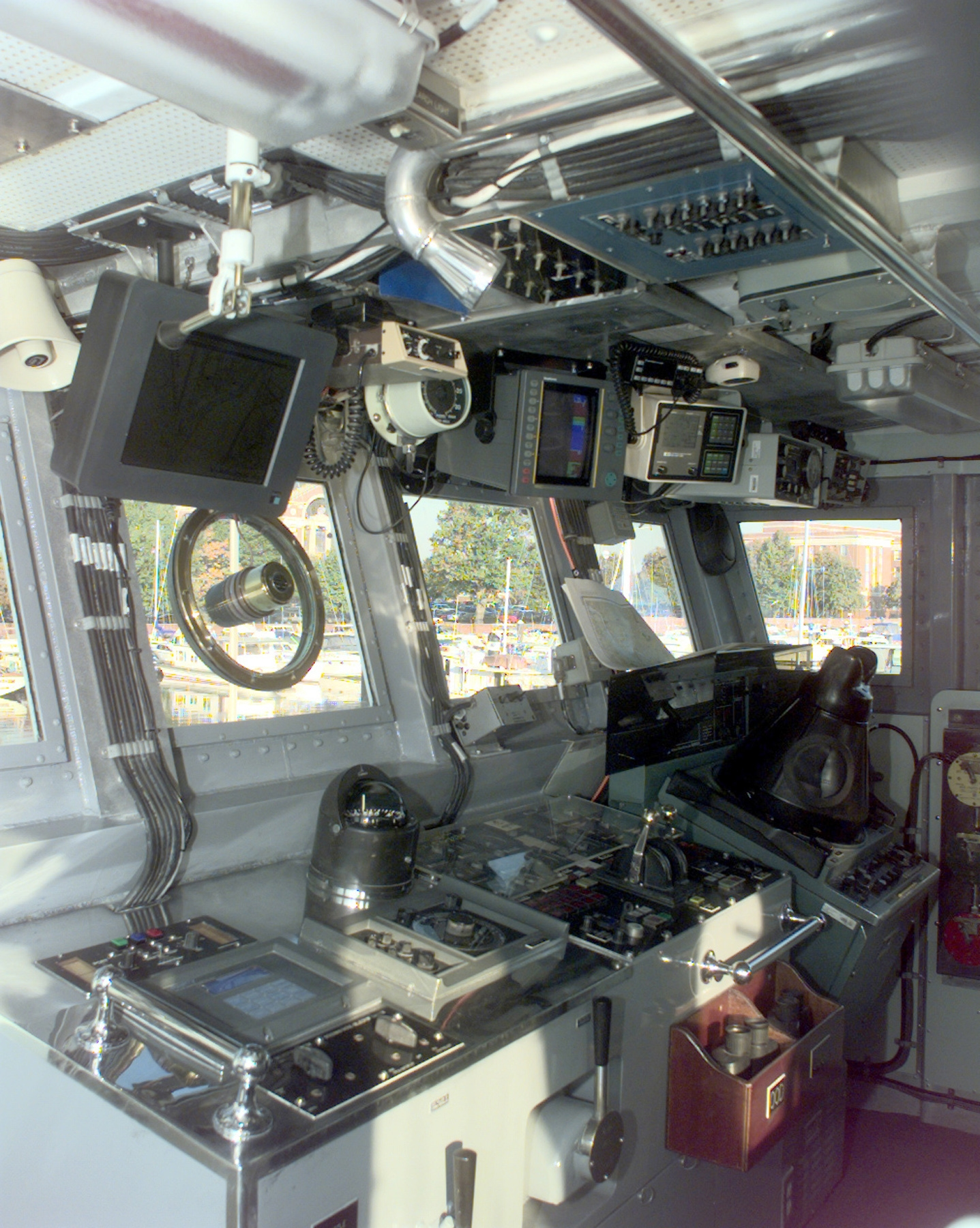
Můstek kutru USCGC Staten Island

V roce 2002 zahájený program rozvoje pobřežní stráže Integrated Deepwater System Program zahrnoval také výraznou modernizaci třídy Island. Jejich trup měl být prodloužen asi o 4 metry (13 stop) a vybaven záďovou rampou pro spouštění sedmimetrového rychlého inspekčního člunu Short Range Prosecutor (SRP). Nová nástavba měla umožnit službu genderově smíšených posádek, přičemž vylepšena byla také elektronika, navigační a komunikační systémy. Do zastavení tohoto programu v roce 2005 bylo společností HBJV (joint venture loděnic Bollinger a VT Halter Marine) modernizováno osm kutrů. Ukázalo se, že modernizace byla velmi nepovedená a plavidla trpěla řadou problémů, včetně deformací trupu. Všech osm modernizovaných člunů proto bylo roku 2006 zcela vyřazeno.

## Zahraniční uživatelé
Gruzie

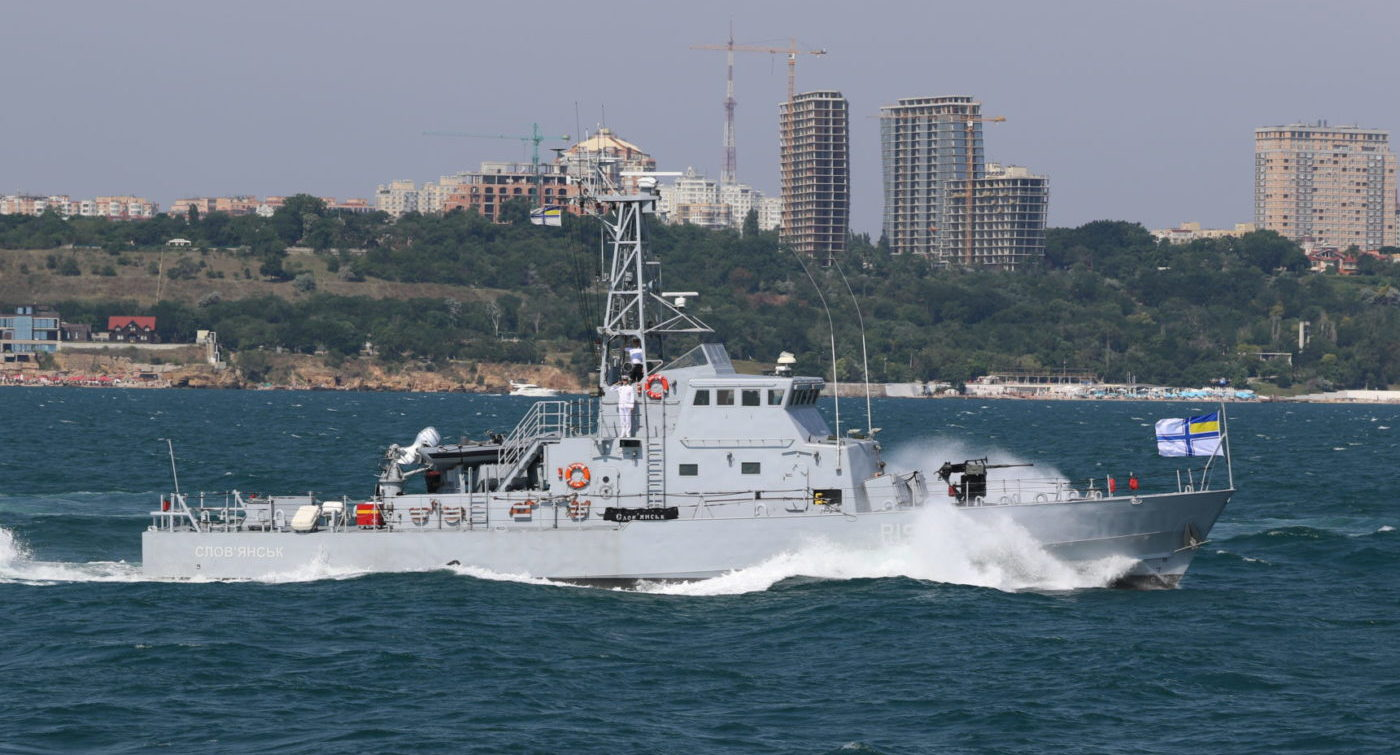
Kutr ukrajinského námořnictva Sloviansk (P-190)

- Pobřežní stráž Gruzie dne 30. září 2016 získala dva kutry pojmenované Ochamchire (ex Jefferson Island) a Dioskuria (ex Staten Island).[2]

 Kamerun
- Kamerunské námořnictvo – roku 2020 bylo zveřejněno, že námořnictvo má získat dva čluny této třídy.[5]

 Kolumbie
- Kolumbijské námořnictvo – V květnu 2025 americká pobřežní stráž potvrdila převod vyřazených kutrů USCGC Naushon (WPB-1311), USCGC Mustang (WPB-1310) a USCGC Liberty (WPB-1334) kolumbijskému námořnictvu.[6]

 Kostarika
- Pobřežní stráž Kostariky v říjnu 2017 získala v rámci programu Excess Defense Articles (EDA) darem americké kutry General Jose M Canas Escamilla (ex Long Island) a Libertador Juan Rafael Mara Porra (ex Roanoke Island).[7]

 Pákistán
- Pákistánská agentura pro námořní bezpečnost má dva kutry pojmenované Sabqat (1066, ex Grand Isle) a Rafaqat (1068, ex Key Biscayne).

 Řecko
- Řecké námořnictvo získalo čtyři v letech 2021–2022 vyřazené jednotky Wrangell (WPB-1332), Adak (WPB-1333), Monomoy (WPB-1326) a Aquidneck (WPB-1309) se základnou v Bahrajnu. Tyto čtyři jednotky byly pojmenovány Mantoyvalos Ioannis (P-197), Galanis Georgios (P-198), Liaskos Antonis (P-288) a Gialopsos Ektoras (P-289) a nahradí stará hlídková lodě třídy Tjeld ve službě od roku 1967 a dále třídy Antonioy. První dvě jednotky byly dodány v červenci 2023[8] a druhé dvě jednotky byly v září téhož roku. Všechny čtyři jednotky byly do služby uvedeny 20. ledna 2025.

 Tunisko
- Tuniské námořnictvo získalo v rámci programu EDA darem dva americké kutry a do služby byly zařazeny jako Tazarka (P305) a Menzel Bourguiba (P306) dne 17. dubna 2025.[9]

 Ukrajina
- Ukrajinské námořnictvo převzalo dne 27. září 2018 dvě jednotky třídy Island, konkrétně Starobilsk (P191, ex USCGC Cushing) a Sloviansk (P190, USCGC Drummond).[10] Získány byly darem. Na Ukrajinu byly dopraveny 21. října 2019. Roku 2020 byla zahájena jednání o předání dalších tří jednotek této třídy.[11] V listopadu 2021 byly Ukrajině předány čluny Sumy (P192, ex USCGC Ocracoke) a Fastiv (P193, ex Washington).[12]

Sea Shepherd Conservation Society
- Organizace v lednu 2015 koupila dva bývalé americké kutry Block Island a Pea Island. Kutry dostaly nová jména Jules Verne a Farley Mowat.[13]